# Leopold Steinfurt

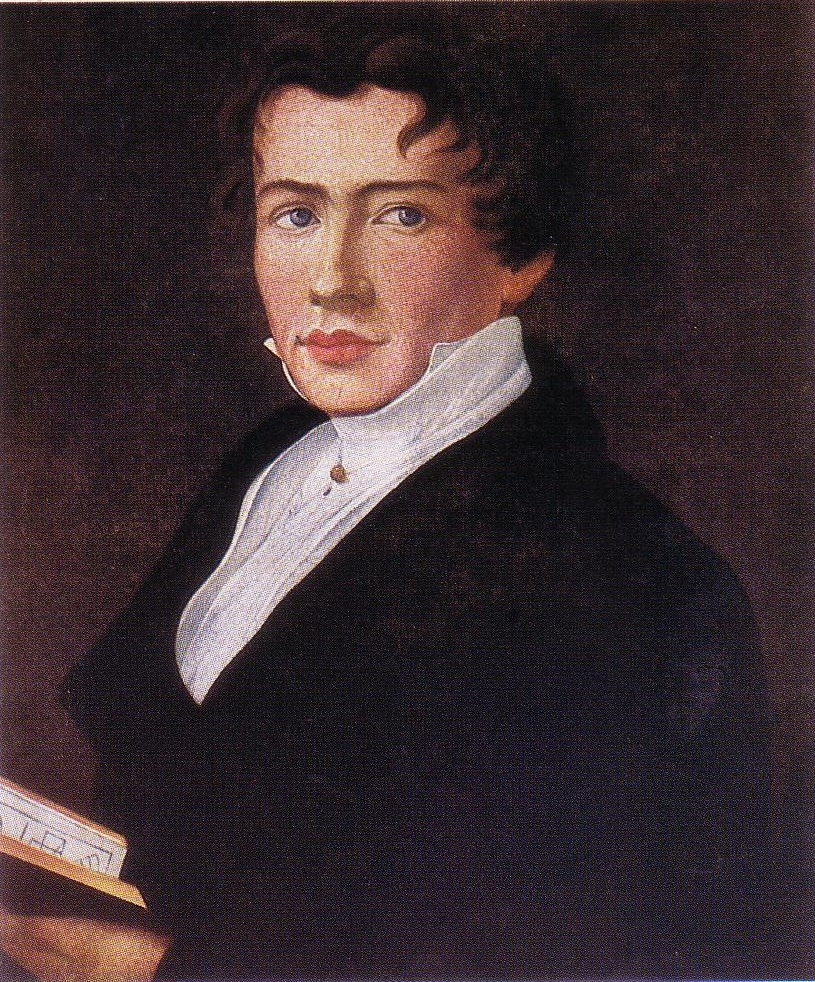
Leopold Steinfurt (um 1830)

Benjamin Leopold Steinfurt (* 1804 in Königsberg i. Pr.; † 1864 ebenda) war ein deutscher Industrieller.

## Leben
Steinfurt besuchte die  Löbenichtsche Stadtschule und die Gewerbeakademie Berlin. 1830 gründete er in Königsberger Badergasse eine Maschinenfabrik, die er 1843 auf den Weidendamm verlegte.
Er war der Gründer der Waggonfabrik Steinfurt, die später nach Ratshof verlegt wurde. Am Zustandekommen der ersten  Gewerbeausstellung 1845 in Königsberg war er maßgeblich beteiligt.
1831 heiratete er Amalie Wulff. Die Tochter aus dieser Ehe heiratete den Ingenieur Fritz Heumann, der das Werk weiterführte.